# 鳥ノ沢仮乗降場
鳥ノ沢仮乗降場（とりのさわかりじょうこうじょう）は、北海道網走郡美幌町字高野にあった日本国有鉄道石北本線の仮乗降場（局設定）。1971年（昭和46年）7月1日に利用者僅少により廃駅となった。

## 駅構造
単式ホーム1面1線。無人駅。

## 駅名の由来
木禽川の支流の鳥ノ沢川より。当乗降場の西側で木禽川に合流しており、当線はこの支流に沿って緋牛内へ向かう。

## 駅周辺
- 木禽川（ききんがわ）
- 周囲は高野、豊岡の開拓地。大正時代に幾つかの農場が作られて開拓が進んだ。かつては薄荷と馬鈴薯が特産であったが、現在では酪農業に転換している。
- 鳥ノ沢川合流点に美幌町営バス豊岡線の鳥ノ沢バス停がある。

## 歴史
- 1948年（昭和23年）11月1日 - 開設[1]。
- 1971年（昭和46年）7月1日 - 廃駅[1]。

## 参考図書
- 国土地理院 1965年9月30日発行 2万5千分の1地形図 「緋牛内」
- 美幌町百年史 1989年9月発行

## 隣の駅
日本国有鉄道
石北本線（当駅廃止時点）
緋牛内駅 - *美野仮乗降場 - 鳥ノ沢仮乗降場 - 美幌駅
*:打消線は廃駅